# Jardín botánico de la Universidad de Agricultura de Tokio
El jardín botánico de la universidad de agricultura de Tokio (en japonés: 東京農業大学植物園 Tōkyō Nōgyō Daigaku Shokubutsuen) es un jardín botánico, en Atsugi en la Prefectura de Kanagawa, Japón.
Está administrado por la Universidad de Agricultura de Tokio.
El código de reconocimiento internacional del Tōkyō Nōgyō Daigaku Shokubutsuen como institución botánica (en el Botanical Gardens Conservation International - BGCI), así como las siglas de su herbario es NODAI.

## Localización
Tōkyō Nōgyō Daigaku Shokubutsuen, 1737 Funako, Atsugi-shi, Kanagawa-ken 243-8511 Honshū-jima Japón.
Planos y vistas satelitales.35°25′28″N 139°20′45″E / 35.42444, 139.34583
El jardín es visitable por el público en general, de 9:00 a 16:30, del martes al domingo.

## Historia
El jardín botánico fue establecido en 1967 por la Universidad de Agricultura de Tokio, como herramienta de apoyo para los estudiosque se cursan en este campus.
Actualmente además de un apoyo a los estudiantes sirve como herramienta para promocionar el conocimiento y aprecio de la naturaleza y el mundo vegetal entre la población de la zona en general.

## Colecciones
Actualmente el jardín botánico alberga más de 1500 especies de plantas útiles, incluyendo colecciones de:
- Invernadero con Cactaceae y otras plantas suculentas (tales como Agave, Euphorbia, Kalanchoe, Stapelia, Sansevieria),
- Colección de Iris,
- Colección de Lilium,
- Colección de Peonias,
- Rosaleda con numerosas especies de rosas silvestres, cultivares, y variedades.
- Colección de Syringa,
- Plantas medicinales
- Colección de [conífera]]s, como Podocarpus...

Así como la flora de Asia y el Lejano Oriente, Kazajistán, Europa, las Américas.
Además, hay 310 especies de plantas silvestres de la zona que crecen en el jardín.